# Sara Hildén
Sara (Saara) Ester Hildén, född 16 augusti 1905 i Tammerfors, död där 7 oktober 1993, var en finländsk konstmecenat. Hon var gift 1949−1962 med konstnären Erik Enroth.
Hildén började 1922 som praktikant i en klädbutik och blev 1926 försäljare hos Tammerfors kostymmagasin. År 1938 blev hon affärsföreståndare i Tammerfors kostymfabrik (Tam-Puku). År 1952 lämnade hon Tam-Puku och grundade egna nya modeaffärer, Modehus Hildén i Tammerfors och Muoditar Oy. Hon var med om att bilda Tammerfors teaterklubb, och hennes hem blev en samlingspunkt för författare, konstnärer och teaterfolk. Genom sitt äktenskap med konstnären Erik Enroth 1949 fick hon kontakt med konstnärskretsarna.
Hildén började sitt målmedvetna konstsamlande 1961. Hon besökte alla konstbiennaler i Venedig under perioden 1962–1972 och besökte ofta även Paris. Under dessa resor gjorde hon tillsammans med sina experter de viktigaste förvärven, bland annat verk av Pablo Picasso, Juan Gris, Fernand Léger, Pierre Bonnard, Alberto Giacometti, Paul Klee, Giorgio de Chirico, Joan Miró, Paul Delvaux, Henry Moore, Francis Bacon och Giorgio Morandi. Inköpen finansierades med intäkter från modebutikerna. 
År 1968 kom den 1962 grundade Sara Hildén-stiftelsen och Tammerfors stad överens om att placera stiftelsens konstsamling i Hatanpää herrgård, men 10 januari 1975 undertecknade staden och stiftelsen ett avtal enligt vilket Tammerfors stad på området Särkänniemi skulle bygga ett museum, Sara Hildéns konstmuseum, vilket skulle bli ett permanent placering för stiftelsens samling. Museet öppnades för allmänheten den 10 februari 1979. 
Hon tilldelades professors titel 1984.